# ديفيد مارك (صحفي)
ديفيد مارك (بالإنجليزية: David Mark)‏ هو صحفي ومؤلف أمريكي، ولد في 18 مارس 1973.